# 50 пољубаца за памћење
50 пољубаца за памћење (енгл. 50 First Dates) америчка је романтична комедија из 2004. године у режији Питера Сегала. Главне улоге тумаче Адам Сандлер и Дру Баримор. Прати причу о Хенрију, морском ветеринару који се заљубљује у учитељицу по имену Луси. Када открије да она има амнезију и заборави га сваки пут када заспи, одлучује да сваки дан покуша да је освоји.
Приказан је 13. фебруара 2004. године у САД. Зарадио је више од 198 милиона долара широм света наспрам буџета од 75 милиона долара.

## Радња
Марински ветеринар Хенри Рот живи безбрижним животом, док се у хавајском акваторијуму брине за животиње. Осим бриге за животиње, Хенри има врло занимљив хоби. Наиме, он слама срца туристкињама које траже љубавну романсу, те их након проведене ноћи оставља без имало гриже савести.
Након што доживи несрећу, долази у кафић где примети прелепу и шармантну Луси Витмор. Када се следећег јутра врати да опет види Луси, прекрши сопствено правило о изласцима са мештанкама, те договори са згодном конобарицом састанак.
Сав срећан, Хенри следећег јутра дође у кафић, али када јој спомене њихов јучерашњи разговор, она помисли да је некакав лудак те га не препознаје. Хенри, сав избезумљен, дође до шокантног открића и схвати да прву девојку која му се заиста свиђа, мора поново да освоји. Схвати да, уколико жели да освоји Лусино срце, сваког дана до краја живота, мора испочетка да је шармира.

## Улоге
| Глумац          | Улога            |
| --------------- | ---------------- |
| Адам Сандлер    | Хенри Рот        |
| Дру Баримор     | Луси Витмор      |
| Роб Шнајдер     | Ула              |
| Шон Астин       | Даг Витмор       |
| Блејк Кларк     | Марлин Витмор    |
| Лусија Струс    | Алекса           |
| Ден Акројд      | др Џозеф Китс    |
| Ејми Хил        | Сју              |
| Ромајка’и Браун | Ник              |
| Ален Коверт     | Том              |
| Миси Пајл       | Норин            |
| Маја Рудолф     | Стејси           |
| Лин Колинс      | Линда            |
| Кевин Џејмс     | радник у фабрици |